# Fútbol en Noruega

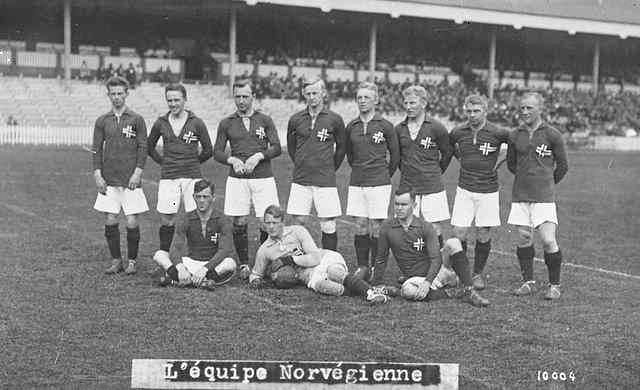
Imagen del equipo noruego que ganó al inglés en los Juegos Olímpicos de Amberes de 1920.

El fútbol es el deporte más popular en Noruega. La Federación Noruega de Fútbol (NFF) es el máximo organismo del fútbol profesional en Noruega y fue fundada en 1902, aunque se afilió a la FIFA en 1908 y a la UEFA en 1954. La NFF organiza la Tippeligaen —la primera y máxima competición de liga del país— y la Copa de Noruega, y gestiona la selección nacional masculina y femenina.
El primer equipo de Noruega fue fundado por un buekorps (brigada de arqueros) en Bergen, Nygaards Bataljon, en 1883. Sin embargo, el primer equipo deportivo noruego fue el Idrætsforeningen Odd, fundado en Skien en 1885, aunque la sección de fútbol fue creada en 1894 con el nombre de Odds BK. En 1885 también se fundó el Christiania FC.
El Rosenborg BK es el equipo más exitoso de Noruega, con 22 títulos ligueros y diez participaciones en la Liga de Campeones de la UEFA, alcanzando los cuartos de final en 1997.  El otro equipo que clasificó a la Liga de Campeones de la UEFA ha sido Molde FK.

## Competiciones oficiales entre clubes
- Eliteserien: es la primera división del fútbol noruego. Fue fundada en 1937 —en 1991 se profesionalizó como Tippeligaen— y está compuesta por 16 clubes.
- 1. divisjon: es la segunda división en el sistema de ligas noruego, antes conocida como Adeccoligaen. Está compuesta por 16 clubes, de los cuales dos ascienden directamente a la Eliteserien.
- 2. divisjon: es la tercera división en el sistema de ligas de Noruega, antes conocida como Oddsenligaen. El número de clubes es de 56 equipos repartidos en cuatro grupos.
- 3. divisjon: es la liga semiprofesional de Noruega, y el cuarto nivel. El número de clubes es de 164 equipos repartidos en diez grupos de 14 equipos y dos grupos de 12.
- Copa de Noruega: es la copa nacional del fútbol noruego, organizada por la Federación Noruega de Fútbol (NFF) y cuyo campeón accede a disputar la Liga Europa de la UEFA.

Desde 1929 hasta 1969 existió la Copa de Noruega del Norte para los equipos norteños que no disputaban la Copa, y en 2009 y 2012 la Supercopa de Noruega.

## Selecciones de fútbol de Noruega

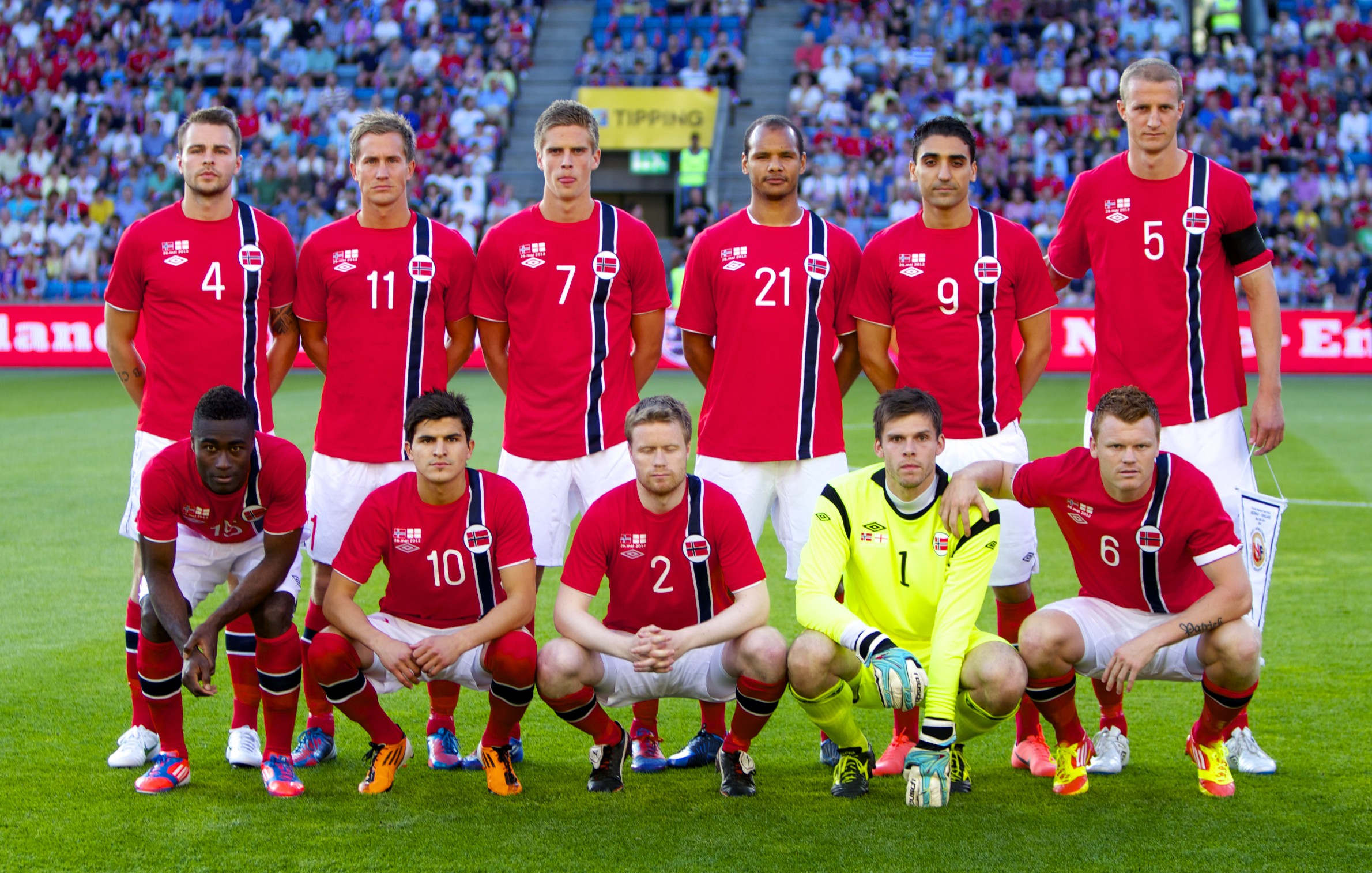
La selección noruega en un partido ante en mayo de 2012.

### Selección masculina de Noruega
La selección masculina de Noruega, en sus distintas categorías está controlada por la Federación Noruega de Fútbol.
El equipo noruego disputó su primer partido oficial el 12 de julio de 1908 en Gotemburgo ante Suecia, partido que se resolvió con victoria de los suecos por 11-3.
Noruega ha logrado clasificarse para tres Copas del Mundo de la FIFA  (1938, 1994 y 1998) y una Eurocopa (2000). El mayor logro del combinado noruego fue la medalla de bronce lograda en los Juegos Olímpicos de Berlín de 1936 —eliminando a la selección anfitriona y gran favorita, Alemania, ante la atónita mirada en el palco de Adolf Hitler, quien nunca había presenciado antes un partido de fútbol— y los octavos de final alcanzados en la Copa Mundial de Fútbol de 1998. Thorbjørn Svenssen, con 104 internacionalidades, es el jugador que más veces ha vestido la camiseta de la selección nacional.

### Selección femenina de Noruega
La selección femenina debutó el 7 de julio de 1978 ante la selección de Suecia en un partido que ganaron las suecas por 2-1 en Kolding. La selección femenina de Noruega ha participado en cinco Copas del Mundo y nueve Eurocopas, ganando el Mundial de 1995 y las Eurocopas de 1987 y 1993, además de finalizar subcampeona del mundo en una ocasión y de Europa en tres. La selección noruega también se hizo con la medalla de oro en los Juegos Olímpicos de Sídney 2000 y con la de plata en los Juegos Olímpicos de Atlanta 1996.